# Oglasa collenettei
Oglasa collenettei là một loài bướm đêm trong họ Noctuidae.